# 샤를모리스 드 탈레랑페리고르
샤를모리스 드 탈레랑페리고르(프랑스어: Charles-Maurice de Talleyrand-Périgord, 1754년 2월 2일 ~ 1838년 5월 17일)는 프랑스의 정치가, 외교관, 로마 가톨릭교회 성직자이다. 보통 탈레랑(Talleyrand)으로 불린다. 나폴레옹을 정계에 등장시키고 외무 장관을 지냈으며 영국 주재 대사가 되어 개신교 국가였던 네덜란드로부터 벨기에의 독립을 도왔다.

## 성직 활동 시기
1770년 신학교에 입학하여, 1775년 10월 국왕에 의해 랭스의 생드니 수도원장에 임명되었다. 1778년 3월, 소르본대학교에서 신학박사 학위를 받는다. 1779년 사제 서품을 받고, 랭스 대주교인 삼촌 알렉상드르가 도와 주교 총대리로 임명되고 1789년 3월 15일 주교가 되었다.

## 프랑스 혁명기

### 국민의회를 조직해야 합니다.
혁명이 일어날 조짐을 보이던 시기에, 탈레랑은 1789년 소집된 삼부회에서 신분별로 다른 방에 모이지 말고 하나의 국민의회를 구성할 것을 역설하여 시선을 한몸에 모았다. 그의 제안이 받아들여지자 그는 교회 재산의 국유화를 주장하는 매우 급진적인 주장을 하였다. 탈레랑은 1790년 7월 14일, 바스티유 감옥 습격 1주년 기념 미사를 집전하여 「혁명의 주교」라는 별칭을 갖게 되었다. 교황은 그를 파문했고, 그 뒤 탈레랑은 곧 파리 주 행정관으로 취임하여 공직 생활을 시작했다.

### 외교관
1792년, 프랑스 정부의 최대 관심사는 곧 프랑스 혁명에 반대하여 개입할 것이 확실시되는 오스트리아의 편으로 프로이센과 영국이 끼어드는 것을 저지하는 일이었다. 탈레랑은 외무상의 명령으로 런던에 파견되어 영국의 중립을 설득하는 일을 맡았다. 피트 수상과 접견한 탈레랑은 상호 불가침을 제안했지만 영국의 확답을 얻어내지는 못했다. 1792년 8월 10일에 프랑스 혁명으로써 왕정이 붕괴되고 그 해 10월에는 수감되어 있던 왕당파 죄수들이 학살되자 군주국인 영국과 프랑스가 화해할 수 있는 여지가 사라졌다. 1793년 1월에 루이 16세가 처형되자, 탈레랑은 영국으로 망명했다. 그러나 프랑스의 국민공회가 탈레랑을 맹비난했고, 영국에 함께 망명한 프랑스인들은 모두 극단적인 반혁명 세력인 옛 귀족들이어서 탈레랑은 운신할 수 있는 여지가 없었다. 1794년 1월, 영국에서도 추방된 그는 다시 미국으로 망명했다.

## 교육 개혁
탈레랑은 1791년 9월에 제헌의회 헌법위원회의 이름으로 〈공공교육 보고서와 법안〉이라는 교육 개혁안을 발표했다.
탈레랑의 이 개혁안은 초등교육의 보편성을 강조하고 초중고등 교육과정 사이의 연속성을 확립했다는 점에서 획기적이라는 평가를 받았지만 가톨릭 사제들의 종교교육을 묵인했다는 점 등으로 개혁파의 비판을 받았다. 당대 석학들인 라그랑주(Lagrange), 라부아지에(Lavoisier), 콩도르세(Condorcet) 등의 자문을 구했다는 이 교육안은 프랑스 혁명 최초의 공식 교육안답게, "자유와 평등의 필수조건인 공공교육은 만인을 위한 것이다"라고 선언하면서 다음과 같은 조치들을 제안하고 있습니다.
1. 교육과정은 3단계로서 초등학교(école primaire), 구학교(école de district), 주학교 (école de département)로 구성된다.
2. 만인에게 공통적인 초등교육은 면(canton) 단위로 설치되는 초등학교에서 실시한다.
3. 중등교육은 7년 과정의 군학교에서 실시한다.
4. 道학교에는 네 종류(성직자학교, 의사학교, 법률학교, 군사학교)의 도학교에서 실시한다.
5. 만인에게 공통적이고 필수적이며 사회의 의무인 초등교육은 무상이다. 중고등교육에서는 학생이 경비의 일부를 부담하지만, 가난하고 우수한 학생들을 위한 장학제도가 있다.
6. 초등학교와 군학교 선생은 공무원이고 시험을 거쳐 선발한다.
7. 초등학교는 일곱 살 이상의 모든 어린이를 받아들이지만, 취학을 강요하지 않는다.
8. 종교교리를 초등학교와 군학교에서 가르친다.
9. 누구나 학교를 세울 수 있다.

탈레랑의 교육개혁안은 학교에서 가톨릭 종교교육을 의무화하고, 성직자 학교를 고등교육 기관의 하나로 인정한 점에서 구체제의 잔재라는 비판을 받았다.

## 총재 정부기
프랑스의 급진적인 정권은 오래 가지 못했으며, 테르미도르의 반동으로 1794년 7월, 로베스피에르는 처형되었다. 1796년 9월에 본국으로 복귀한 그는 영국과 미국 방면의 권위자로 행세하기 시작했다. 영국과 미국에 맞서 프랑스가 루이지애나를 비롯한 아메리카 식민지를 유지하는 것은 불가능하므로, 프랑스는 아프리카에 주목하여 식민지를 건설해야 한다는 그의 주장은 사람들의 관심을 끌었으며, 곧 총재 정부에 의해 외무상으로 기용되었다.
나폴레옹이 북부 이탈리아를 원정하여 오스트리아를 격파하자, 탈레랑은 이를 마무리짓는 캄포포르미오 조약을 체결하면서 100만 프랑 이상을 뇌물로 챙겼다. 곧이어 탈레랑이 모험적으로 주장한 이집트 원정은 나폴레옹에 의하여 실행에 옮겨졌지만 파국으로 종결되었다. 이 즈음 탈레랑은 미국의 사절단에 엄청난 뇌물을 요구하여 ‘XYZ 사건’을 일으켜 미국과의 관계를 전쟁 직전까지 악화시켰다.

## 프랑스 제1제정기
5개월 후 나폴레옹이 쿠데타를 일으켜 통령 정부를 수립하자 탈레랑은 이를 지지하고 다시 외무상에 올랐다. 1801년 7월, 탈레랑은 나폴레옹과 교황 비오 7세 사이를 중재하여 정교협약 체결을 성사시켰다. 국가와 교회 사이의 투쟁이 중지되고, 국내외로 평화가 찾아왔으나, 1803년 5월, 프랑스는 영국과 벌인다.
1804년 5월 18일, 나폴레옹이 프랑스 황제가 되자 탈레랑도 대시종장에 임명되어 종신연금 50만 프랑을 받게 되었다. 그러나 영국 및 기타 국가와의 휴전을 제안한 탈레랑의 의견을 나폴레옹은 무시하고 귀찮게 여겼다. 탈레랑은 1807년 8월, 모든 관직에서 사임을 청했다. 나폴레옹은 그의 사임을 수락했다.

## 왕정복고기
에어푸르트 회합에서 러시아의 황제 알렉산드르 1세와 비밀리에 회동한 탈레랑은 러시아가 프랑스에 대항하는 동맹에 합류할 것을 종용하였으며, 이후 러시아와 오스트리아 사이의 비밀 연락책을 맡았다.
러시아 원정에 실패한 후 나폴레옹은 평화를 구하기 위해 탈레랑을 다시 외무상으로 기용하려 하였으나, 이미 왕정복고를 바라고 있던 탈레랑은 입각 제안을 냉담하게 거절했다. 1814년 3월 31일 대프랑스 동맹군이 파리에 입성하자 탈레랑은 자신을 포함한 5인의 임시정부를 수립하는 데 성공하고 나폴레옹의 폐위를 선언한 뒤, 루이 18세를 불렀다. 복위한 루이 18세는 탈레랑은 다시 외무상으로 복직시켰다.
빈 회의에 프랑스를 대표하여 참석한 탈레랑은 당초 패전국의 대표로서 쇼몽 조약 당사국들의 온건한 처분을 구걸하고 처분을 집행해야 할 처지로 생각되었다. 그러나 회의 과정에서 바르샤바 대공국과 작센의 분할을 둘러싸고 승전국들이 분열하자 영국-오스트리아의 진영에 합류함으로써 극적으로 프랑스의 지위를 단숨에 회복했다. 그 결과 프랑스는 1792년의 국경을 유지할 수 있게 되었다.
백일천하 동안 빈에 머무름으로써 나폴레옹과 연계되는 것을 피한 탈레랑은 루이 18세가 재복귀하자 외무상의 지위를 유지하였다. 그러나 프랑스는 백일천하로 인하여 1790년의 국경으로 후퇴하는 것을 면할 수 없었다.
루이 18세의 반동적 왕정복고 정권 하에서 극단적 왕당파들의 목소리는 점점 커져 갔으며, 탈레랑은 일찍이 영국에서의 망명 생활 때처럼 이들에게 밀려 사임을 강요당했다. 1829년 탈레랑은 자유주의자들과 루이 필리프를 연결시켜 샤를 10세를 제거하는 음모에 깊숙이 개입했다. 이듬해의 혁명으로 탈레랑의 음모는 성공하여, 루이 필리프가 왕위에 오르고 7월 왕정이 성립되었다. 탈레랑은 영국 주재 대사로 기용되어 개신교 국가였던 네덜란드 연합왕국에서 가톨릭 세력을 주축으로한 벨기에 지방의 분리운동에 진력했다. 그의 노력은 결국 벨기에의 독립과 네덜란드의 국력 약화로 이어졌다.
1838년 사망한 탈레랑은 죽기 몇 시간 전에 자신을 파문했던 교회와 화해했으며, 성사를 받을 수 있었다.

## 같이 보기
- 프랑스 혁명
- 나폴레옹 전쟁
- 빈 회의
- 프랑스 왕정복고